# Škoda 05T
Škoda 05T (Vektra) – oznaczenie prototypu tramwaju wyprodukowanego w roku 2003 w zakładach Škoda w Pilźnie w Czechach.

## Konstrukcja
Škoda 05T to pięcioczłonowy, jednokierunkowy tramwaj niskopodłogowy z ok. 55% niskiej podłogi. Pudło wozu oparte jest na trzech wózkach. Całkowita długość tramwaju wynosi 32 metry i jest to najdłuższy tramwaj wyprodukowany w Czechach. Pojemność wozu to 330 pasażerów.
Vektra wywodzi się bezpośrednio od trójczłonowego tramwaju Škoda 03T. W stosunku do poprzednika zmieniono liczbę członów, silniki oraz przeprowadzono modernizację wyglądu pudła wozu.
Model ten pozwolił na przetestowanie nowych rozwiązań zastosowanych następnie w kolejnych tramwajach pięcioczłonowych firmy Škoda (w tym dla Pragi – Škoda 14T i Wrocławia – Škoda 16T).

## Eksploatacja
Jedyny prototypowy egzemplarz oznaczony numerem 122 kursował liniowo w Pilźnie, jednak tamtejszy przewoźnik nie zdecydował się na jego zakup. Spekulowano na temat wydzierżawienia tramwaju przewoźnikom z Brna lub Wrocławia, ostatecznie jednak wagon został odstawiony, a po jego uszkodzeniu w roku 2008 przewieziony został w roku 2009 na tereny zakładów Škoda Holding, gdzie został złomowany.